# ريتشارد أتياس
ريتشارد أتياس (الإنجليزية : Richard Attias) رجل أعمال فرنسي من أصل يهودي مغربي، ولد في 19 نوفمبر 1959 بمدينة فاس بالمغرب. و هو منتج ومنتج ومؤسس ورئيس سابق لشركة "PublicisLive"، وهو حالياً الرئيس التنفيذي لشركة "Richard Attias and Associates". وهو أيضاً مؤسس منتدى نيويورك والمؤسس المشارك لمبادرة كلينتون العالمية ومؤتمر الحائزين على جائزة نوبل. من عام 1995 إلى عام 2008، كان المنتج التنفيذي لمنتدى دافوس.، 
يعرف أتياس بذكر اسمه في وثائق بنما.